# Census-designated place
Een census-designated place of CDP is een gebied vastgesteld voor statistische doeleinden in de Verenigde Staten. Het United States Census Bureau werkt op deze manier. Het zijn gemeentevrije gebieden, die worden bewoond. Deze "unincorporated places", die buiten de bestuurlijke indeling vallen, worden gebruikt naast "incorporated places" zoals city's, towns en villages. De grenzen van CDP-gebieden hebben geen wettelijke status.
Het begrip census-designated place wordt sinds de volkstelling van 1980 gebruikt. Tot de telling van 2000 waren er restricties op het inwonertal opgenomen om een gebied als CDP te kunnen aanmerken. In totaal woonden er in 2000 meer dan 35 miljoen mensen in census-designated places.

## Towns in New England en New York
Towns worden in de groep staten New England en de staat New York beschouwd als townships "of minor civil division", ook al zijn het "incorporated" gemeenschappen in deze staten.

## Vergelijking met Canada
Census-designated places hebben een gelijkaardige functie als designated places in buurland Canada, maar worden anders gedefinieerd. Een belangrijk verschil is dat Statistics Canada de benaming toepast op veel kleinere gemeenschappen dan het United States Census Bureau.